# Peter James Bethune

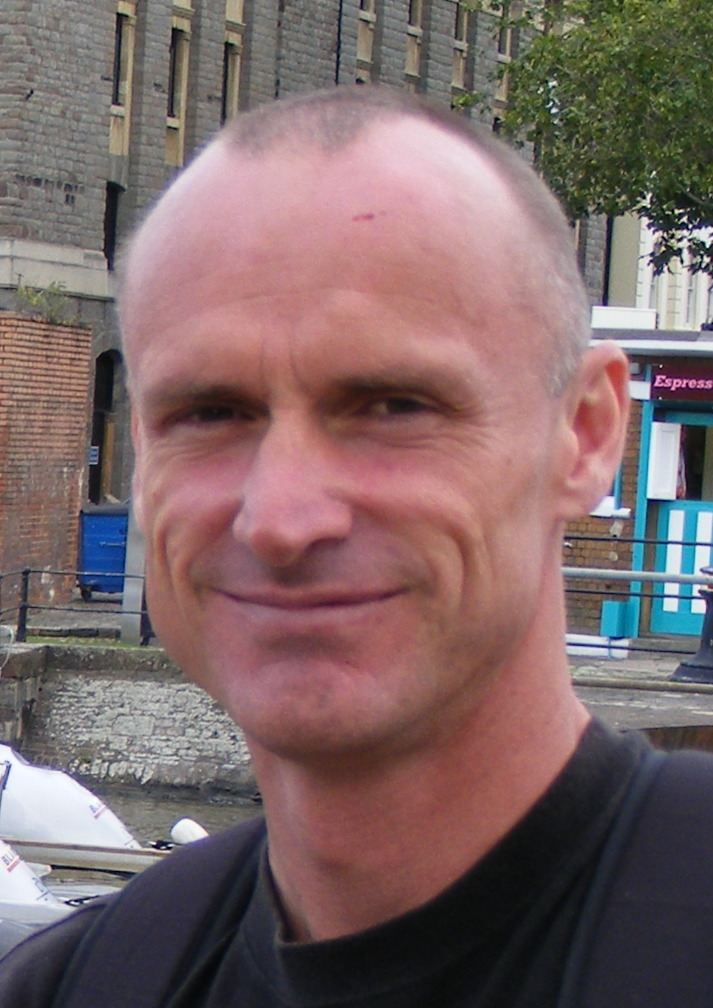

Peter James "Pete" Bethune (4 de Abril de 1965) é um conservacionista da Nova Zelândia e um promotor do biocombustível. Ele detém o recorde mundial de viagem mais rápida ao redor do mundo em um powerboat. Ele foi o capitão da embarcação Ady Gil (anteriormente chamada de Earthrace) até que foi naufragada após sofre uma colisão com um barco pesqueiro japonês. No Japão ele considerado culpado por agressão e vandalismo.

## Biografia

### Início de carreira
Peter Bethune cresceu em Hamilton, Nova Zelândia como uma de cinco crianças. Ele estudou ciências na Universidade de Waikato e engenharia na Universidade de Auckland.
Ele iniciou sua carreira como um Engenheiro em Exploração de Petróleo e trabalhou no Mar do Norte e Líbia.